# Jean-François Robin
Pour les articles homonymes, voir Robin.
Jean-François Robin, né le
8 février 1943  en Sologne est un directeur de la photographie français.
Il a également fait quelques rares apparitions dans des rôles secondaires.
Il a été nommé aux César de la meilleure photographie en 1998 pour Le Bossu de Philippe de Broca.
Il est également l'auteur de plusieurs essais, romans et pièces de théâtre.

## Filmographie partielle
- 1978 : Les Bâtisseurs / Larzac 75-77 de Philippe Haudiquet (documentaire)
- 1978 : Les Bronzés de Patrice Leconte
- 1979 : Le Coup de sirocco de Alexandre Arcady
- 1979 : Les bronzés font du ski de Patrice Leconte
- 1981 : Les Années lumière de Alain Tanner
- 1982 : La Côte d'amour de Charlotte Dubreuil
- 1982 : Interdit aux moins de 13 ans de Jean-Louis Bertuccelli
- 1983 : Sarah de Maurice Dugowson
- 1983 : Un bon petit diable de Jean-Claude Brialy
- 1984 : Rue barbare de Gilles Béhat
- 1985 : L'Amour braque de Andrzej Zulawski
- 1986 : 37°2 le matin de Jean-Jacques Beineix
- 1986 : L'Unique de Jérôme Diamant-Berger
- 1987 : Le Solitaire de Jacques Deray
- 1988 : Quelques jours avec moi de Claude Sautet
- 1990 : Monsieur de Jean-Philippe Toussaint
- 1991 : Plaisir d'amour de Nelly Kaplan
- 1992 : IP5 de Jean-Jacques Beineix
- 1993 : L'Œil écarlate de Dominique Roulet, plus un rôle de figurant.
- 1994 : Suite 16 de Dominique Deruddere
- 1994 : Les Leçons de la vie, de Mike Figgis
- 1995 : Nelly et Monsieur Arnaud de Claude Sautet
- 1997 : Le Bossu de Philippe de Broca
- 1997 : Le Baiser du serpent (The Serpent's Kiss) de Philippe Rousselot
- 1999 : La Patinoire de Jean-Philippe Toussaint
- 2000 : Amazone de Philippe de Broca
- 2001 : Belphégor, le fantôme du Louvre de Jean-Paul Salomé
- 2001 : Chaos de Coline Serreau
- 2007 : Le Prix à payer de Alexandra Leclère, avec également un petit rôle.
- 2008 : La Femme de l'anarchiste de Marie-Noëlle et Peter Sehr
- 2011 : La Fille du puisatier de Daniel Auteuil
- 2019 : Je ne rêve que de vous de Laurent Heynemann